# 筑前りょう太
筑前 りょう太（ちくぜん りょうた、1973年2月24日 - ）は、日本のプロレスラー。本名：椎葉 亮司（しいば りょうじ）。

## 経歴
小学校3年生の時にタイガーマスク（初代）に憧れてプロレスラーになることを志す。
九州産業大学在学中にプロレス研究会（現在はプロレス研究部に昇格）で学生プロレスを始める。
九州産業大学卒業後、土木工事などのアルバイトでメキシコへ渡るべく実費を稼ぐ。
1997年8月、メキシコへ渡り、カネックに師事する。師匠から徹底的にルチャリブレの基礎を叩き込まれる。
1998年1月4日、アステカブドーカンで覆面レスラー「SHIIBA」としてアイスキラーとタッグを組んで対ミル・マスカラス&ブルー・デモン・ジュニア組戦でデビュー。同年、AAAに入団。4月、磁雷矢、飛影、ゴクウと共にユニット「ロス・カミカゼス」を結成。
2000年、AAAを退団。同年、日本に帰国して磁雷矢、SHINOBI、飛影と共にユニット「ルチャリブレ日本」を結成してプロレスリング華☆激に参戦。
2002年、KAIENTAI DOJOに入団してリングネームを筑前りょう太に改名。8月から新日本プロレスで活動しているユニット「魔界倶楽部」に加入して覆面レスラー「魔界2号」として新日本プロレスにレギュラー参戦していた。
2003年8月28日、新日本プロレス大阪府立体育会館大会でIWGP U-30無差別級王者の棚橋弘至とのカベジェラ・コントラ・マスカラ（敗者髪切り or マスク剥ぎマッチ）によるタイトルマッチで敗れてマスクを脱いだ。
2006年4月13日、KAIENTAI DOJOで観客60歳以上限定によるプロデュース興行「R-60」を開催。
2007年10月16日、プロレス業界初のNPO法人によるプロレス団体として設立した九州プロレスが認証された。11月17日、生まれ故郷の九州でプロレスと地域をつなぐような役割を実現するために来月でKAIENTAI DOJOを退団することを発表。12月15日、KAIENTAI DOJOを退団。
2008年2月5日、福岡市役所で記者会見を行った。5月11日、総合福祉施設「シーメイト」で九州プロレスのプレ旗揚げ戦「帰ってきたバイ!!」を開催。6月29日、レストラン「リキハウス」で九州プロレスの旗揚げ前の食事会を開催。7月6日、西鉄ホールで九州プロレスの旗揚げ戦「筋肉山笠」を開催。
2019年6月2日、2AWのエグゼクティブアドバイザーに就任。

## 得意技
まっすぐとぶばい
コーナー最上段から気をつけの姿勢でジャンプして仰向けになった相手とぶつかる寸前に両腕を前にまっすぐ伸ばして仰向けになった相手の上に腹部から落下する。
まわるばい
スリングブレイドと同型。
かつぐばい
アルゼンチンバックブリーカーと同型。
がつんといくばい
45歳（旧：44歳）
BTボム（ブラック・タイガー・ボム）と同型。
パワーボム
スピアー

## 入場曲
- 初代 : WANT WALK A WAY（メルソン）
- 2代目 : 民謡「黒田節」
- 3代目 : Offensive Poune（T.A.Factory） ※キングレコード「KAIENTAI DOJO」に収録

## タイトル歴
- STRONGEST-K優勝
- UWA&UWFインターコンチネンタルタッグ王座（パートナーはTAKAみちのく）
- 九州プロレス王座（初代）
- 九州プロレスタッグ王座（パートナーは火野裕士）
- 最強九州男児決定トーナメント優勝（2012年）
- 博多華味鳥杯1DAYタッグトーナメント優勝

## エピソード
KAIENTAI DOJO時代にプロレスによる地域活性化を模索して千葉商工会議所青年部で理事を務めていた。
にわか面がトレードマーク

## メディア出演

### ラジオ
- サンデースイングライフ（RKBラジオ）（2008年2月10日）
- クロサタX（CROSS FM）（2008年3月8日）
- 笑福亭晃瓶のほっかほかラジオ（KBS京都）（2008年9月2日） - 生電話に出演

### テレビドキュメント
- 福岡にんげん交差点（NHK福岡）（2008年10月3日）
- ふるさと発 元気プロジェクト（BSテレ東）（2012年3月9日）
- ぐっ!ジョブ 九州ゲンキ経済主義（TVQ）（2012年5月19日）
- 夢を追う（TNC）（2017年4月10日）

### 舞台
- 和装ニホヘト（2008年12月3日） - アフタートークに出演

### テレビドラマ
- めんたいぴりり2（TNC）（2015年2月20日、2月27日） - 稲尾和久役

### CM
- AOKI - 2009年4月24日、地元福岡にAOKIミーナ天神店がオープンすることから起用された。